# Недяк Олег В'ячеславович
Олег В'ячеславович Недяк (* 26 квітня 1960) — український футбольний функціонер. Колишній віце-президент футбольного клубу «Енергія» (Южноукраїнськ). Батько футболіста Ігоря Недяка.
Був віце-президентом футбольного клубу «Енергія» (Южноукраїнськ). Це була найвища відома офіційна посада в клубі «Енергія». В останньому сезоні южноукраїнської команди в одному матчі був головним тренером — 13 червня 2008 року у виїзній грі передостаннього туру проти «Вереса» (Рівне), де здобуто перемогу 1:0. Входив до складу Ради другої ліги ПФЛ до літа 2008 року, коли команду позбавлено професіонального статусу.